# SGA 항공
시암 종합항공(영어: Siam General Aviation Company Limited, 태국어: เอสจีเอแอร์ไลน์)는 태국의 항공사였다. 앞서 녹미니라는 브랜드로 녹에어 계열사로 운영되던 이 회사는 2014년 3월 제휴를 마쳤다. SGA 항공은 타이 에어 아시아에 인수될 예정이었으나 이 문제가 해결되었고 항공사는 더 이상 운영되지 않고 있다.

## 역사
태국 방콕에 본사를 둔 시암종합항공의 사장은 Jain Charnarong이었다. 2002년 10월부터 영업을 시작했으며 시암종합항공은 또한 태국에 있는 세스나 항공기의 공인 서비스 센터였다. 2004년 11월에는 매일 방콕 - 후아힌 항공편을 운항했다.
시암종합항공은 2005년부터 인터넷 예약을 받기 시작했으며, 2006년에는 항공사 운영 증명서를 발급받아 예정 항공사로 운항하기 시작했다. 2007년 2월 치앙마이 국제공항(기존 허브)의 제2 허브에서 파이와 난으로 가는 서비스 노선을 시작했다.
2014년 SGA 항공은 같은 해 3월 30일부터 녹에어와의 제휴를 종료했다. 자인 차르나롱 회장이 건강상의 문제를 이유로 사임할 예정이며 타이 에어 아시아 지역 인수에 대한 논의는 실패했다. 앞서 녹미니 브랜드로 운항했던 7개 노선 중 일부는 녹에어사가 인수하고 있으며, ATR 72-500, 보잉 737-800 기단과 함께 운항하고 있다.

## 항공기
모든 항공기는 2014년 6월까지 폐기 또는 판매되었다.